# MISTRAL (projektil)
Mistral je infracrveno navođeni zemlja-zrak projektil proizveden u europskoj multinacionalnoj kompaniji MBDA missile systems (bivši Matra BAe Dynamics). U kompaniju MBDA missile systems uključuju se Francuska, Njemačka, Italija i Velika Britanija., a sjedište kompanije je u Parizu.
Mistral je temeljen na francuskom projektilu SATCP (fra: Sol-Air À Très Courte Portée) te je prijenosni projektil čiji je razvoj započeo 1974. godine. Njegova proizvodnja započinje 1988. godine a uvođenje u službu godinu potom.

## Povijest
Zanimljivo je spomenuti da je Mistral dobio ime po istoimenom sjeverozapadnom vjetru u Provansi u Francuskoj.
Mistral je ušao u serijsku proizvodnju 1989. i sada ga koristi 37 vojnih snaga u 27 zemalja širom svijeta. Najviše korisnika Mistrala je u Aziji (10) i Europi (9). Zatim slijede korisnici iz Južne Amerike (5) te Afrike (2) te Novi Zeland kao predstavnik Oceanije.
Preko 16.000 projektila je naručeno/prodano. Također, neki izvori navode da je Kraljevska tajlandska mornarica naručila veliku količinu Sandral/Mistral projektila protu-zračne obrane. Procijenjena vrijednost narudžbe je između 45,7 i 76,2 milijuna eura. Ti projektili bit će opremljeni na dva broda Naresuan klase fregata i dva novo-izgrađena broda Pattani klase ophodni brod.

## Značajke projektila
Osnovni način korištenja Mistrala je preko ramena jednog vojnika koji cilja metu te u konačnici ispaljuje projektil. Također, postoje i prijenosni dijelovi zahvaljujući kojima se Mistral može montirati na oklopna vozila, brodove i helikoptere te se s njih ispaljivati.
Primjeri helikoptera koji koriste tu mogućnost su:
- Aérospatiale Gazelle,
- Eurocopter Tiger i
- Denel Rooivalk

Mistral je prilagođen ispaljivanju s brodova te je dizajniran s dvije raketne jedinice i zove se - Sinbad. Noviji model s četiri raketne jedinice zove se Tetral.
- Simbad protu-zračni raketni sustav
- Protu-zračni raketni sustav Sadral

## Vojne performanse
Mistral je na službenom testiranju koje je obuhvatilo preko 2000 projektila pokazao točnost i uspjeh od 95% tokom testiranja.

## Korisnici
| - Austrija - Belgija - Brazil - Brunej - Cipar - Čile - Ekvador - Estonija - Filipini - Finska |  | - Francuska - Indonezija - Iran - Izrael - JAR - Južna Koreja - Katar - Kolumbija - Mađarska |  | - Maroko - Norveška - Novi Zeland - Oman - Pakistan - Singapur - Srbija - Španjolska - Tajland - Venezuela |